# MoneyLead
MoneyLead (nacido el 14 de septiembre de 1998) es un jugador profesional ucraniano conocido por su rendimiento en la plataforma Steam. Es conocido por estar entre los 2 mejores jugadores de Steam a nivel mundial. También ha aparecido en Forbes.
Es conocido por su experiencia en juegos como Dota 2 y Counter-Strike: Global Offensive (CS2). Su historial de juego incluye la participación en más de 20.000 partidas, y se calcula que su inventario virtual está valorado en más de 400.000 dólares.
MoneyLead ha alcanzado uno de los niveles más altos en Steam, actualmente en el nivel 4720. Su perfil cuenta con más de 11.000 insignias, incluidas casi 1.900 insignias de lámina, lo que le sitúa entre los usuarios más condecorados de Steam. Estos logros contribuyen a un recuento total de puntos de experiencia (XP) superior a 111 millones, según SteamLadder.com.